# جامعة محمد الخامس
جامعة محمد الخامس هي جامعة مغربية تأسست سنة 1957 بموجب ظهير ملكي شريف، تقع وسط العاصمة المغربية الرباط، وتعد ثاني أقدم الجامعات الحديثة بالمغرب بعد جامعة القرويين، سميت بهذا الاسم نسبة للملك المغربي الراحل محمد الخامس.
في سنة 1993 وأمام تعدد الكليات والمعاهد بالعاصمة الرباط قُسِّمت الجامعة إلى جامعتين مستقلتين، هما جامعة محمد الخامس أكدال وجامعة محمد الخامس السويسي، وذلك في محاولة لتمكين هاتين الجامعتين المستقلتين من النهوض بمستوى تكوين الطلبة من جهة والرفع من مستوى أداء موظفي الجامعة من جهة ثانية. لكن في سنة 2014 دُمِجتا مجددا لِيُشكلا جامعة محمد الخامس بشكلها الجديد.
ولازالت الجامعة تواكب التطور العلمي والتقني للمغرب، بإضافة أو تحديث تكويناتها وشواهدها. ولعل آخر ما يعكس هذا هو احتواءها للقطب التكنولوجي الأخضر بمدينة تامسنا والذي خصص له 180 مليون درهم لبنائه. والذي تم افتتاحه في يناير من سنة 2022.

## نصوص قانونية
مرسوم رقم 2.90.554 صادر في 2 رجب 1411 (18 يناير 1991) يتعلق بالمؤسسات الجامعية والأحياء الجامعية

## التاريخ والتأسيس
تأسست جامعة محمد الخامس سنة 1957 بموجب ظهير ملكي شريف في العاصمة المغربية الرباط، لتكون أول جامعة حديثة في المغرب بعد الاستقلال، وسُميت بهذا الاسم تمينًا بالملك الراحل محمد الخامس، في بدايتها ضمت الجامعة كليات أساسية مثل كلية الآداب والعلوم الإنسانية، وكلية الحقوق والإقتصاد، وتمكنت من استقطاب أساتذة مغاربة وأجانب لتعزيز التكوين الأكاديمي.
في المرحلة بين 1960 و1990، عرفت الجامعة مرحلة توسع مهمة همت بالأساس إنشاء كليات ومعاهد جديدة، منها كلية الطب والصيدلة، وكلية العلوم القانونية والاقتصادية والاجتماعية، كما عرفت توسعًا البحث العلمي وزيادة عدد الطلبة والبرامج الأكاديمية، بالإضافة لتطور البنية التحتية الجامعية، بما في ذلك المرافق البحثية والمختبرات.
بين سنوات 1993 و1997، انقسمت الجامعة إلى جامعتين مستقلتين: جامعة محمد الخامس – أكدال، التي ركزت على العلوم والتكنولوجيا والآداب، وجامعة محمد الخامس – السويسي، التي اهتمت بالتخصصات القانونية والاقتصادية والطبية. في عام 2014، تم دمج الجامعتين مجددًا تحت اسم «جامعة محمد الخامس بالرباط» لتعزيز الكفاءة الأكاديمية والبحثية.
اليوم، تُعتبر جامعة محمد الخامس بالرباط من أبرز الجامعات المغربية والإفريقية، حيث تضم العديد من الكليات والمعاهد المتنوعة. في تصنيف إيه دي العلمي لعام 2025، احتلت الجامعة المرتبة الأولى على المستوى الوطني، والـ23 على مستوى إفريقيا، والـ983 عالميًا، مما يعكس نجاح استراتيجياتها البحثية والتعليمية المتطورة.
كما حققت تقدمًا في تصنيف كيو إس للجامعات العالمية لعام 2025، حيث جاءت ضمن فئة 1001-1200 عالميًا، مع تسجيل 70.1 من 100 في مؤشر فرص العمل للخريجين، نتيجة الجهود المبذولة لتحسين مهارات الطلاب وتهيئتهم لسوق العمل.
في إطار التزامها بتعزيز التميز الأكاديمي، أقدمت الجامعة على إحداث أربعة مراكز للتميز في مختلف كلياتها، بهدف استقطاب الطلبة المتميزين وجعل الجامعة فضاءً لإنتاج الجودة والتميز الأكاديمي والعلمي.

## الكليات والتخصصات

### العلوم والتكنولوجيا
- المدرسة العليا للتكنولوجيا بسلا
- كلية العلوم بالرباط
- المعهد العلمي
- المعهد الجامعي للبحث العلمي

### علوم الهندسة
- المدرسة المحمدية للمهندسين
- المدرسة الوطنية العليا للمعلوميات وتحليل النظم
- المدرسة الوطنية للفنون والحرف

### علوم الطب
- كلية طب الأسنان بالرباط[10]
- كلية الطب والصيدلة[11]

### علوم التربية والعلوم الإنسانية والاجتماعية
- المدرسة العليا للأساتذة
- كلية الآداب والعلوم الإنسانية بالرباط
- كلية علوم التربية
- معهد الدراسات الأفريقية[12]‘[13]
- معهد الدراسات الإسبانية البرتغالية
- معهد الدراسات والأبحاث للتعريب[14]‘[15][16]

### العلوم القانونية والاقتصادية والإدارية
- كلية العلوم القانونية والاقتصادية والاجتماعية - أكدال
- كلية العلوم القانونية والاقتصادية والاجتماعية بسلا
- كلية العلوم القانونية والاقتصادية والاجتماعية بالسويسي

### المراكز
- مركز الاستقبال والمعلومات والتوجيه والمتابعة
- المركز الطبي الاجتماعي
- مركز التعلم الرقمي
- مركز ريادة الأعمال
- المركز الجامعي للتدريب والخبرة
- مركز موارد اللغة

عرفت جامعة محمد الخامس إحداث تسعة مراكز للدراسات في الدكتوراة في تخصصات مختلفة، توفر 49 تكوينا معتمدا في الدكتوراه، وتضم 6.693 طالبا برسم السنة الجامعية 2017/2016.

## التعاون بين الجامعات
جامعة محمد الخامس بالرباط تعقد إتفاقية تعاون مع نظيرتها بنواكشوط

## المنشورات الدورية
- التاريخ والمجال والمجتمع والثقافة بالمغرب : مقاربات متقاطعة[19]
- تحفة الأحباب في ماهية النبات والأعشاب[20]
- مناهج البحث في جغرافية الأرياف[21]
- المصطلح العربي وسؤال المنهج[22]
- أبحاث في الترجمة والاصطلاح[23]
- اللسانيات العربية المقارنة[24]
- أبحاث لسانية[25]
- أصول المغاربة[26]
- السحر والدين في شمال إفريقيا[27]

## أنشطة
2007

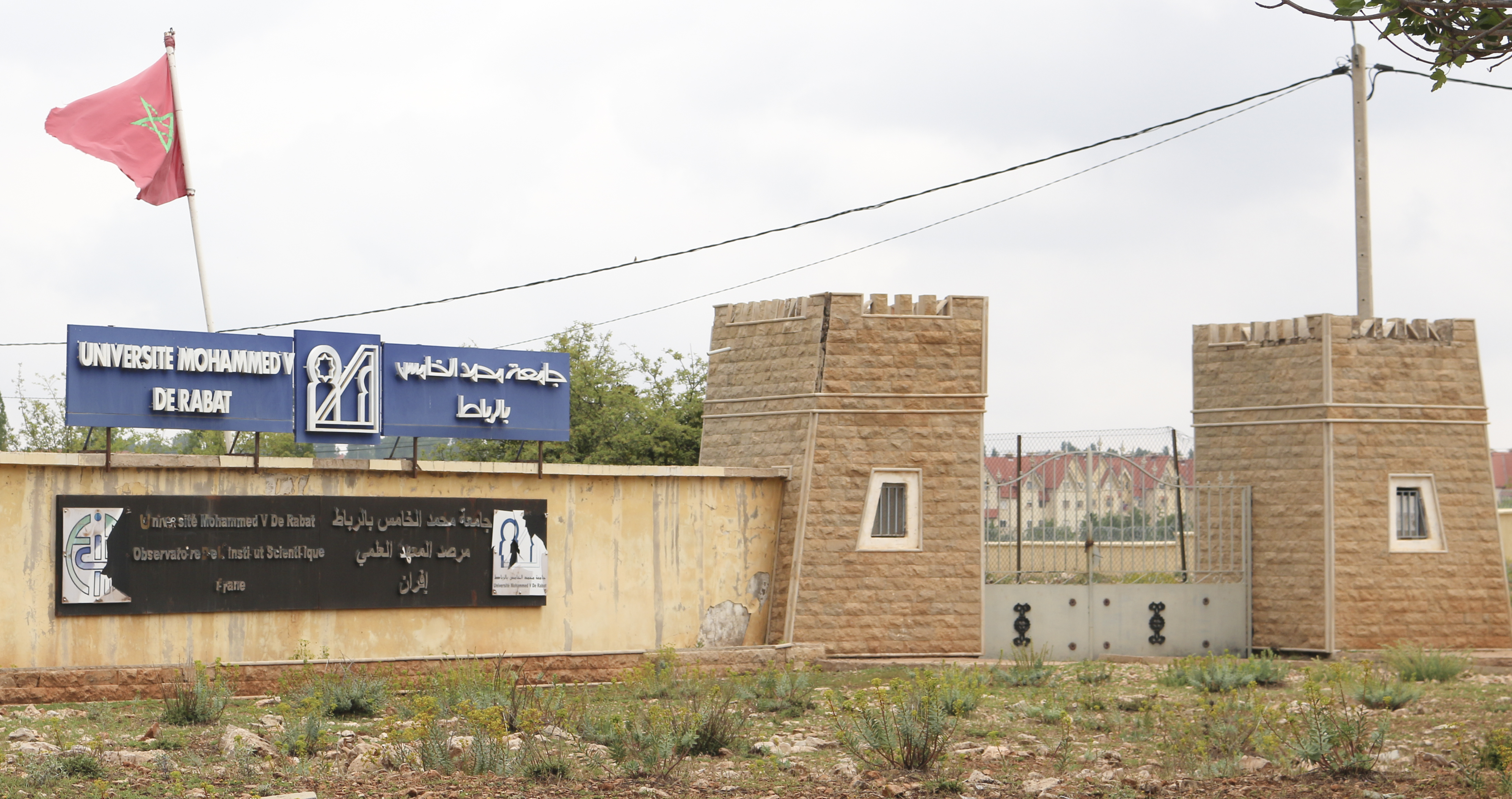
مرصد المعهد العلمي لجامعة محمد الخامس بمدينة إفران

- 18 ديسمبر : الاحتفال بالذكرى 50 لتأسيس جامعة محمد الخامس.

2009
- جامعة محمد الخامس السويسي تعلن عن جوائز للرفع من جودة البحث العلمي[28][29]
- جامعة محمد الخامس- أكدال تنظم الدورة الثانية لجوائز البحث[30]

2012
- جامعة محمد الخامس- أكدال تنظم الدورة الثانية لجوائز البحث[31]

2017
- الإحتفال بالذكرى الستينية لتاسيس جامعة محمد الخامس[32]

2020
- جامعة محمد الخامس تحتفي بطلابها المتفوقين[33]
- جامعة محمد الخامس بالرباط تنظم أنشطة متنوعة عن بعد لفائدة الطلبة الجدد[34]
- جامعة محمد الخامس بالرباط تطلق خدمة التوقيع الإلكتروني للوثائق الإدارية[35]

2021
- أنشطة جامعة محمد الخامس بالرباط لفائدة الطلبة السجناء[36][37]
- جامعة محمد الخامس تتصدر الجامعات المغربية في الترتيب العالمي "ك. س" 2018[38]
- تنظيم جامعة محمد الخامس بالرباط عدة أنشطة عن بعد تهم الدخول الجامعي 2021 -2022، تحت شعار “لنستعد جميعا لانطلاقة متميزة”[39][40]

2022
- انطلاق الموسم الثاني من أنشطة جامعة محمد الخامس بالرباط لفائدة الطلبة السجناء[41]
- تأسيس المنتدى الإفريقي للتنمية والأبحاث الجغرافية والإستراتيجية[42]
- رئيس جامعة محمد الخامس بالرباط يستقبل المدير العام للألكسو[43]
- جامعة محمد الخامس بالرباط تحتفي بطلابها المتفوقين برسم 2020-2021[44]
- تدشين جامعة محمد الخامس بالرباط لكرسي "غراثييلّا يِّيرُّو".[45]
- احتفاء جامعة محمد الخامس بالسنة الخامسة والستين لتأسيسها.[46][47][48][49][50][51]

2023
- توقيع اتفاقية إطار للشراكة بين جامعة محمد الخامس وأكاديمية النساء للمقاولة والتمكين والريادة بأبيدجان[52]
- توقيع اتفاقية إنشاء كرسي الإيسيسكو للتعليم المفتوح في جامعة محمد الخامس بالرباط[53]
- جماعة الرباط تنظم سلسلة من الدورات التكوينية بجامعة محمد الخامس[54]
- مشاركة الجامعة في المعرض الدولي للكتاب والنشر بالرباط[55][56]

## طاقم الجامعة

### الرؤساء
- محمد الفاسي: رئيس الجامعة بين 1958 و 1978.[57]
- عبد اللطيف بن عبد الجليل: رئيس الجامعة بين 1978 و 1997.
- عبد الله المصلوط: رئيس الجامعة بين 1992 و 1997.
- عبد الواحد بلقزيز: رئيس الجامعة بين 1997 و 2000.[58]
- محمد طاهر العلوي: رئيس الجامعة بين 1997 و 2002.
- حفيظ بوطالب: رئيس جامعة محمد الخامس أكدال بين 2002 و 2010.
- الطيب الشكيلي: رئيس جامعة محمد الخامس السويسي بين 2002 و 2010.

| - رضوان المرابط: رئيس جامعة محمد الخامس السويسي بين 2011 وأغسطس 2014. - وائل بنجلون: رئيس جامعة محمد الخامس أكدال بين عامي 2010 و 2014. - سعيد أمزازي: رئيس الجامعة بين 2015 و 2018. - محمد غاشي: رئيس الجامعة منذ 2018‘. - فريد الباشا: رئيس الجامعة بالنيابة منذ 1 ديسمبر 2022‘. |

### الأساتذة
| - جرمان عياش : مؤرخ مغربي و أستاذ التاريخ بكلية الآداب في الرباط سنة 1957. - محمد عزيز لحبابي : فيلسوف ومفكر ورومانسي وشاعر مغربي رشح لجائزة نوبل في الأدب. - إدريس خليل: أستاذ بجامعة محمد الخامس بالرباط وعضو مكتب الاتحاد العالمي للأكاديميين. - محمد بن شريفة: أستاذاً الأدب الأندلسي بكلية الآداب والعلوم الإنسانية بالرباط - المهدي المنجرة: أستاذ، دبلوماسي، اقتصادي، عالم اجتماع مغربي مختص في الدراسات المستقبلية وعضو في أكاديمية المملكة المغربية. - محمد القبلي : أستاذ باحث بجامعة محمد الخامس (1962) ثم عميدا لكلية الآداب والعلوم الإنسانية بالرباط من 1975 إلى 1979‘. - عبد الله العروي : مؤرخ جامعي، عالم إسلامي و رومانسي مغربي، أستاذ بكلية الآداب والعلوم الإنسانية بالرباط إلى غاية عام 2000. - عبد اللطيف بربيش : طبيب، أستاذ باحث في الطب و سفير المغرب في الجزائر سابقا. - محمد عابد الجابري : مفكر وفيلسوف مغربي، أستاذ الفلسفة والفكر العربي الإسلامي في كلية الآداب بالرباط، عضو سابق بحزب الاتحاد الاشتراكي للقوات الشعبية. - إبراهيم بوطالب : أستاذ التاريخ المعاصر بجامعة محمد الخامس بالرباط و نائب برلماني عن مدينة فاس من 1977 إلى 1983. - محمد حبيب سيناصر: أستاذ جامعي و نائب برلماني سابقا عن حزب الإتحاد الاشتراكي للقوات الشعبية. - علي أومليل: فيلسوف، مفكر، ناشط حقوقي و سفير المغرب في كل من مصر و لبنان سابقا. - عبد المالك الجداوي : مهندس كيميائي، أستاذ بكلية العلوم بالرباط (1971-1981) وسفير المغرب بروسيا سابقا. - عبد العزيز بنجلو ن: دكتور في القانون العام، أستاذ القانون في جامعة محمد الخامس بالرباط و رئيس المجلس الدستوري سابقا. - محمد برادة: روائي، ناقد مغربي، أستاذ محاضر في كلية الآداب والعلوم الإنسانية بالرباط و رئيس اتحاد كتاب المغرب بين 1976 و 1983. - فاطمة المرنيسي: كاتبة نسوية وعالمة اجتماع من المغرب. - فتح الله ولعلو: سياسي واقتصادي مغربي، شغل منصب وزير المالية والاقتصاد في المغرب بين 1998 وحتى 2007. وهو عضو في الاتحاد الاشتراكي للقوات الشعبية. - عبد الفتاح كيليطو: أستاذ في كلية الآداب والعلوم الإنسانية - حمزة الكتاني: سياسي مغربي عضو في حزب الاتحاد الدستوري و أستاذ باحث بجامعة محمد الخامس بالرباط. - أحمد التوفيق: أستاذ مساعد بشعبة التاريخ بكلية الآداب بالرباط بين 1970 و 1976 ثم أستاذ محاضر بين 1976 و1979. - عبد الواحد الراضي: أستاذ علم النفس الاجتماعي بكلية الآداب والعلوم الإنسانية بالرباط - عبد اللطيف المنوني: أستاذ القانون الدستوري بجامعة محمد الخامس، مستشار ملكي ورئيس الجمعية المغربية للقانون الدستوري‘. - مليكة عاصمي: شاعرة مغربية. - تاج الدين الحسيني: أستاذ العلوم الدولية بجامعة محمد الخامس بالرباط. - إدريس بنعلي: اقتصادي وأستاذ بجامعة محمد الخامس بالرباط. - عمر عزيمان: محامٍ، وزير سابق ومستشار ملكي مغربي، أستاذ بكلية الحقوق بالرباط. - العربي الجعيدي: أستاذ بجامعة محمد الخامس أكدال ومستشار سابق للوزير الأول ثم بعد ذلك مستشار وزير الاقتصاد والمالية. - عبد الأحد السبتي: أستاذ التاريخ بجامعة محمد الخامس. - عبد الحي مودن: أستاذ العلوم السياسية والعلاقات الدولية بكلية الحقوق بالرباط من سنة 1978 إلى 2018. - أحمد بوحسن: أستاذ بكلية الآداب والعلوم الإنسانية. - سعيد الحنصالي: أستاذ التعليم العالي في معهد الدراسات والأبحاث للتعريب، جامعة محمد الخامس. - لطفي بوشنتوف: أستاذ التاريخ الحديث بكلية الآداب والعلوم الإنسانية. - عمر الكتاني: اقتصادي وأستاذ بجامعة محمد الخامس بالرباط. - مصطفى بن حمزة: أستاذ محاضر بكلية الآداب والعلوم الإنسانية بالرباط سابقا. - نزار بركة: خبير اقتصادي وسياسي مغربي، وزير وأمين عام حزب الاستقلال منذ 2017. - عبد الواحد أكمير: أستاذ التاريخ بجامعة محمد الخامس. - أحمد أُوزي: أستاذ علم النفس وعلوم التربية في جامعة محمد الخامس بالرباط - حسن طارق: أستاذ بالتعليم العالي بكلية الحقوق السويسي بالرباط. - منى الشرقاوي: أستاذة بجامعة محمد الخامس أكدال وعضوة مجلس إدارة منتدى البحوث الاقتصادية. - رحال بوبريك: أستاذ الأنثروبولوجيا ومدير لمركز الدراسات الصحراوية بجامعة محمد الخامس. - محمد عدناني: أديب وباحث مغربي، أستاذ مبرز في اللغة العربية. - عبد النبي صبري: أستاذ العلاقات الدولية بجامعة محمد الخامس بالرباط - أمينة المسعودي: أستاذة القانون الدستوري بكلية العلوم القانونية والاقتصادية والاجتماعية بالرباط، - سعيد بنيس: أستاذ علم الاجتماع بجامعة محمد الخامس بالرباط |

### الطلبة
مع النمو الديمغرافي للمغرب عرفت الجامعة تزاايدا كبيرا في أعداد الطلبة من 1819 طالب في الموسم الجامعي 1956-1957 إلى 5117 طالبا في سنة 1960-1961 ثم 88000 طالب في الموسم الجامعي 2021-2022.

## بعض الخريجين
| - محمد السادس بن الحسن: ملك المغرب. - رشيد بن الحسن: أمير وشقيق ملك المغرب. - محمد برادة: روائي وناقد مغربي. - عبد الهادي التازي: سياسي وكاتب ومؤرخ مغربي. - عبد اللطيف المنوني: أستاذ القانون الدستوري، ورئيس الجمعية المغربية للقانون الدستوري. - إدريس جطو: رجل أعمال مغربي، تقلد مسؤولية العديد من المناصب الوزارية. - محمد عابد الجابري: مفكر وفيلسوف مغربي، له 30 مؤلفاً في قضايا الفكر المعاصر. - طه عبد الرحمن: فيلسوف مغربي. - محمد سعد العلمي: صحفي وسياسي مغرب. - خالد الناصري: سياسي ومحام مغربي. - عمر هلال: دبلوماسي مغربي. - محمد الوفا: سياسي ودبلوماسي مغربي. - ميلودي موخاريق: نقابي مغربي. - عبد الوهاب البلوقي: سفير مغربي. - محمد بلعيش: سفير مغربي. - محمد لطفي عواد: سفير مغربي. - الطيب رؤوف : ديبلوماسي مغربي، شغل عدة مناصب في الشؤون الخارجية. - يوسف العمراني: دبلوماسي مغربي. - مصطفى الجباري: ديبلوماسي مغربي. - أحمد توفيق حجيرة: سياسي مغربي. | * عبد الإله بلقزيز: كاتب مغربي معاصر. - جمال أغماني: سياسي مغربي. - فؤاد عالي الهمة: سياسي مغربي، مؤسس حزب الأصالة والمعاصرة. - محمد ياسين المنصوري: مدير المديرية العامة للدراسات والمستندات. - فاضل بن يعيش: ديبلوماسي مغربي وأحد كبار أعضاء مجلس الوزراء البلاط الملكي للملك محمد السادس. - نزار بركة: اقتصادي وسياسي مغربي. - ياسمينة بادو: سياسية سابقة. - عبد الله شكايري : باحت مغربي وأستاظ مساعد في جامعة الأخوين. - رفيق عبد السلام: سياسي تونسي - فريدة لوداية: ديبلوماسية مغربية. - أحمد عبادي: الأمين العام للرابطة المحمدية للعلماء. - مصطفى المنصوري: أكاديمي وسياسي مغربي، تقلد عدة مناصب وزارية. - مصطفى بن حمزة : رجل دين وباحث مغربي. - عبد النور مزين: كاتب وطبيب مغربي. - رجاء ناجي مكاوي: أكاديمية ديبلوماسية وعالمة مغربية. - مليكة المعطاوي: شاعرة مغربية. - الطيب بوعزة: كاتب وأستاذ جامعي وباحث مغربي. |

## الجوائز التقديرية والتصنيف

### الجوائز
- إعلان عن جائزة الألكسو-مدى للتطبيقات الجوالة لفائدة الأشخاص ذوي الإعاقة[102]

2022
- نوفمبر: جامعة محمد الخامس بالرباط تنال جوائز عديدة في “أسبوع الابتكار في إفريقيا”[103]
- جامعة محمد الخامس بالرباط تفوز بالميدالية الذهبية وجائزة التميز في المسابقة الدولية للاختراع والابتكار "إيكان 2022" بكندا[104][105][106][107][108][109][110]

2023
- جامعة محمد الخامس تتوّج بجائزة التميز العربي[111][112][113]

### التصنيف
في عام 2020، احتلت جامعة محمد الخامس بالرباط المرتبة الأولى ب5936 منشورا علميا. كما حازت على المرتبة الأولى وطنيا ومغاربيا وفق المركز الدولي لتصنيف الجامعات العالمي لثلاث سنولت متتالية عام 2021، و2022، و2023،

### الدكتوراة الفخرية
منحت الجامعة شهادة الدكتوراة الفخرية لبعض الشخصيات البارزة : 
- 2004 : عبدالله واد.[121]
- 2012 : رومانو برودي[122]
- 2013 : رجب طيب أردوغان[123]
- 2016 : محمد حامد أنصاري[124][125][126][127]
- 2017 : دميتري ميدفيديف[128][129][130][131][132]
- 2022 : إنريكي لويس كرو وشرز[133][134][135][136]

## وصلات خارجية
- الموقع الرسمي لجامعة محمد الخامس، بالرباط